# Новопокровська сільська рада (Красногвардійський район)
Новопокро́вська сільська́ ра́да — адміністративно-територіальна одиниця та орган місцевого самоврядування у Красногвардійському районі Автономної Республіки Крим. Адміністративний центр — село Новопокровка.

## Загальні відомості
- Населення ради: 3 754 особи (станом на 2001 рік)

## Населені пункти
Сільській раді підпорядковані населені пункти:
- с. Новопокровка
- с. Красна Долина
- с. Миронівка
- с. Мускатне
- с. Невське
- с. Новодолинка
- с. Проточне

## Склад ради
Рада складається з 20 депутатів та голови.
- Голова ради: Знаєшева Ольга Олексіївна
- Секретар ради: Щукіна Марія Дмитріївна

### Керівний склад попередніх скликань
| Прізвище, ім'я, по батькові | Основні відомості                                                         | Дата обрання | Дата звільнення |
| --------------------------- | ------------------------------------------------------------------------- | ------------ | --------------- |
| Знаєшева Ольга Олексіївна   | Сільський голова, 1963 року народження, освіта вища, позапартійна         | 26.03.2006   | 31.10.2010      |
| Знаєшева Ольга Олексіївна   | Сільський голова, 1963 року народження, освіта вища, член Партії регіонів | 31.10.2010   |                 |

Примітка: таблиця складена за даними сайту Верховної Ради України

### Депутати
За результатами місцевих виборів 2010 року депутатами ради стали:

#### За суб'єктами висування
| Суб'єкт висування | Кількість обраних депутатів | %   |
| ----------------- | --------------------------- | --- |
| Самовисування     | 20                          | 100 |

#### За округами
| № округу | Прізвище, ім'я, по батькові      | Дата визнання обраним | Освіта             | Партійна приналежність | Відомості про обраного депутата                    |
| -------- | -------------------------------- | --------------------- | ------------------ | ---------------------- | -------------------------------------------------- |
| 1        | Зейтуллаев Февзі Ремзієвич       | 01.11.2010            | середня            | позапартійний          | тимчасово не працює                                |
| 2        | Головіна Анастасія Анатоліївна   | 01.11.2010            | вища               | позапартійна           | тимчасово не працює                                |
| 3        | Щукіна Марія Дмитріївна          | 01.11.2010            | середня            | член Партії регіонів   | Новопокровська сільська рада, секретар             |
| 4        | Кваша Любов Костянтинівна        | 01.11.2010            | середня            | член Партії регіонів   | ПСП «Доліна», доярка                               |
| 5        | Напорко Олена Семенівна          | 01.11.2010            | середня спеціальна | член Партії регіонів   | СБР «Весна», зав. відділенням                      |
| 6        | Ларікова Надія Василівна         | 01.11.2010            | середня            | член Партії регіонів   | !Красногвардіїське Райпо", завідувачка магазину    |
| 7        | Зубрьов Анатолій Олексійович     | 01.11.2010            | середня            | член Партії регіонів   | колективне фермерське господарство, голова         |
| 8        | Асанова Людмила Василівна        | 01.11.2010            | середня спеціальна | позапартійна           | відділення СБР «Весна», перукар                    |
| 9        | Кравцова Ніна Яківна             | 01.11.2010            | вища               | позапартійна           | приватний підприємець                              |
| 10       | Морозова Олена Володимирівна     | 01.11.2010            | вища               | позапартійна           | ПСП «Доліна», гол. бухгалтер                       |
| 11       | Османова Зоре Шевкетівна         | 01.11.2010            | середня            | позапартійна           | ПСП «Доліна», бухгалтер                            |
| 12       | Штоцький Микола Петрович         | 01.11.2010            | середня            | член Партії регіонів   | СГК «Україна», головний лікар ветмедицини          |
| 13       | Рябченко Тетяна Антонівна        | 01.11.2010            | вища               | член Партії регіонів   | Мускатнівська загальноосвітня школа, вчитель       |
| 14       | Уманська Любов Григорівна        | 01.11.2010            | середня спеціальна | член Партії регіонів   | СГК «Україна», інспектор ВК                        |
| 15       | Даниленко Сергій Євгенович       | 01.11.2010            | вища               | член Партії регіонів   | СГК «Україна», спеціаліст по ОТ                    |
| 16       | Лютова Раїса Михайлівна          | 01.11.2010            | вища               | член Партії регіонів   | СГК «Україна», зав. складом                        |
| 17       | Ованенко Володимир Володимирович | 01.11.2010            | вища               | член Партії регіонів   | СГК «Україна», гідротехнік                         |
| 18       | Лейченко Олександр Володимирович | 01.11.2010            | середня            | член Партії регіонів   | СГК "Україна, зав. виробництвом консервного заводу |
| 19       | Даниленко Олена Василівна        | 01.11.2010            | середня спеціальна | член Партії регіонів   | СГК «Україна», прибиральница службових приміщень   |
| 20       | Сейдхалілов Хайсер Усманович     | 01.11.2010            | середня            | член Партії регіонів   | СГК «Україна», слюсар очисних споруд               |